# André Schwager
André Schwager (* 1985) ist ein deutscher Jazzmusiker (Piano, Hammondorgel, Keyboards, auch Gitarre, Komposition).

## Wirken
Schwager, der in Memmingen aufwuchs, erhielt früh Klarinettenstunden sowie klassischen Klavier- und Orgelunterricht. Mit 15 Jahren wurde er Mitglied des
Landes-Jugendjazzorchesters Bayern. Von 2004 bis 2008 studierte er am Richard-Strauss-Konservatorium Jazzpiano, Arrangement und Komposition.
Schwager begleitete Peter O’Mara, Joel Locher, Lancy Falta und Max Merseny. Im Trio mit Paul Brändle und Guido May legte er 2018 ein Album vor; später gehörte Christian Lettner zu dem Trio, das auch schon mit Pee Wee Ellis oder den Soulmates auftrat. Weiterhin gehörte er zur ProgRock-Band 7 for 4 und zum Trio Soulkraut um den Gitarristen Adrian Reiter. Die Kritik rechnet ihn zur Spitze der Hammondorganisten. Außerdem begleitete er als Gitarrist Andreas Martin Hofmeir in seinem Kabarettprogramm. Er ist auch auf Alben mit Miriam Hanika, Daniel Scholz, Hannes Beckmann und Hundling zu hören.

## Diskographische Hinweise
- Brändle • Schwager • May: Simplicity (Organic Music 2018)